# 滇西低线鱲
滇西低线鱲（学名：Barilius barila）为輻鰭魚綱鯉形目鲤科低线鱲属的鱼类，俗名飞片鱼、白鱼、Baham(德宏傣语)。分布于亞洲印度、孟加拉、尼泊爾、中國龙川江和大盈江及緬甸等，體長可達10公分。该物种的模式产地在孟加拉北部。棲息在水質清澈，礫石底質的丘陵溪流。